# Teoma
Teoma (do gaélico escocês teòma "expert") foi um mecanismo de busca na Internet fundado em abril de 2000 pelo professor Apostolos Gerasoulis e seus colegas da Rutgers University em Nova Jersey. O professor Tao Yang, da Universidade da Califórnia, em Santa Bárbara, co-liderou a P&D de tecnologia. A pesquisa deles surgiu do projeto DiscoWeb de 1998. A pesquisa original foi publicada no artigo "DiscoWeb: Applying Link Analysis to Web Search".  

1. ↑  B. D. Davison, A. Gerasoulis, K. Kleisouris, Y. Lu, H. Seo, W. Wang, and B. Wu. (May 1999). "DiscoWeb: Applying Link Analysis to Web Search". Presented at the Eighth International World Wide Web Conference, Toronto.
2. ↑  «Teoma - The Superior Search Engine?». www.rustybrick.com. Consultado em 29 de janeiro de 2019